# Centrolene altitudinale
Centrolene altitudinale е вид жаба от семейство Centrolenidae.

## Разпространение
Видът е разпространен във Венецуела.